# Sisian
Sisian là một đô thị thuộc tỉnh Syunik, Armenia. Dân số ước tính năm 2011 là 16773 người.